# Custer (Dakota du Sud)
Pour les articles homonymes, voir Custer.

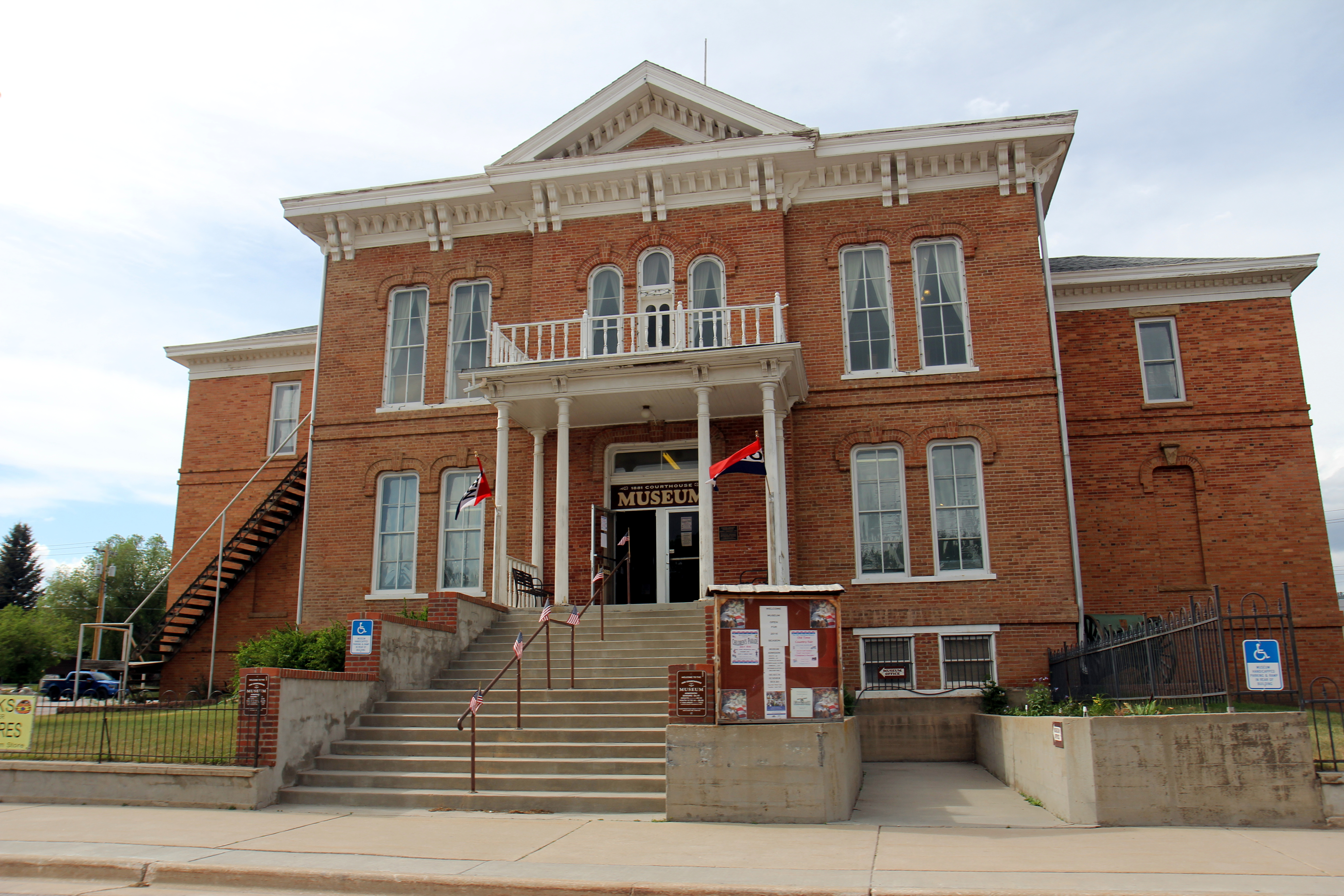
Custer County Courthouse, palais de justice du comté.

Custer est une ville de la région des Black Hills, dans le sud-ouest du Dakota du Sud,  dans le Midwest des États-Unis. Au recensement fédéral de 2020, elle comptait 1 919 habitants. Elle est le siège du comté de Custer. Elle est nommée d'après le général Custer.

## Histoire
Située dans la région des Black Hills, elle connut son développement lors de la ruée vers l'or de 1876  vers cette région montagneuse. Custer et Deadwood étaient alors les deux villes-champignons des Black Hills et les seuls points de ravitaillement pour les troupes de la cavalerie américaine.
En 1874, le lieutenant-colonel George A. Custer escorte un groupe d'ingénieurs dans les Black Hills, alors territoire amérindien, afin d'étudier le tracé de la future Northern Pacific Railroad qui reliera le lac Supérieur à l'océan Pacifique. De l'or est trouvé dans un ruisseau nommé French creek, qui prend sa source à 8 km de Custer City, provoquant une ruée de chercheurs d'or qui s'y installent au mépris du traité de Fort Laramie de 1868.
Le 2 juillet 1874, Custer, que les Amérindiens avaient surnommé « Pahuska » (Cheveux Longs), quitta la ville de Bismarck, dans le Dakota du Nord et s'enfonça profondément dans les Black Hills à la tête du 7e régiment de cavalerie, à la tête de 1 200 hommes, dont trois journalistes, le photographe William H. Illingworth (en) et 110 charriots. Des éclaireurs indiens l'accompagnent en nombre, menés par Bloody Knife et Lean Bear.
L'expédition atteint le 22 juillet les Black Hills, dont la région de Paha Sapa, lieu sacré jamais foulé par l'Homme blanc. Le 1er août, elle estime que le site de French Creek peut permettre à un orpailleur de gagner 150 dollars par mois. Custer écrivit sous le pseudonyme de Nomad, des articles dans les journaux, qui sont réunis dans un livre, Ma vie dans les Plaines (immense best-seller). Custer et les prospecteurs oublient le tracé du train et remontent vers le nord, fondant les sites de Hill City, à 15 km au nord, Pactola, à 30 km au nord, puis Sheridan, à 180 km au nord-ouest, au pied des monts Big Horn du Wyoming. Le 15 août Custer écrit que les Black Hills contiennent sans doute beaucoup d'or, et le 30 août l'expédition est revenue à Bismarck.
Fondée en août 1875, la ville est d'abord appelée Stonewall, du nom de Stonewall Jackson (1824-1863), héros de la guerre de Sécession mort onze ans plus tôt. Elle compte 600 habitants seulement deux semaines plus tard. Le 17 septembre 1875, une commission officielle rencontre Red Cloud, Spotted Tail et les autres chefs Lakotas et leur propose d'acheter le territoire à un prix ridiculement bas (six millions de dollars), ce qu'ils s'empressent de refuser et qui entraîne la guerre.
La ville est ensuite dotée du nom de George A. Custer, Custer City. Le général George Crook (1828-1890), l'un des officiers américains les plus efficaces lors des guerres indiennes est alors chargé d'évacuer la ville, mais à peine l'a-t-il quittée que la population revient. Un compromis est passé, six hommes ont le droit de veiller sur elle, mais au début de l'hiver, tous les habitants sont revenus.
En novembre 1875, la découverte à 55 kilomètres plus au nord du gisement de "Deadwood Gulch", entraîna la création de l'autre ville-champignon des Black Hills, Deadwood, où Dora DuFran, alias Dora Bolshaw (née Amy Helen Dorothea Bolshaw) (1868-1934) ouvre une maison de passe à l'âge de 18 ans. Custer City, dont la population va culminer à 6 000 à 10 000 habitants au printemps 1876, se vide alors ensuite progressivement, pour Deadwood. La plupart des prospecteurs recherchent de l'or alluvionnaire, mais une partie d'entre eux s'intéresse très vite à son origine, le gisement dans les roches.
C'est le cas des frères Fred Manuel et Moses Manuel venus du Québec, qui ont passé l’essentiel de leur vie à chercher de l'or dans l’ouest des États-Unis. Le 9 avril 1876, à 4 kilomètres au nord de Deadwood, ils découvrent près de Lead un vrai gisement dans le « ravin du Bobtail ». Ils ont extrait pour cinq mille dollars d’or, puis vendu en 1877 leur mine pour 45 000 dollars à George Hearst, Lloyd Tevis, et James Ben Ali Haggin, fondateurs de Homestake Mining une société minière américaine qui entre à la bourse de New York dès 1879 et produit très vite 10 % de l'or mondial. La création de la première banque « National Bank des Black Hills », à Lead, pour la mine, intervient dès 1880 et en 1889, l'État du Dakota du Sud est créé.
L'année 1879 voit aussi un incendie détruire Deadwood, donnant un coup de frein à la ruée vers l'or. Le 20 janvier 1877, une ville avait été créée à 3 km à côté, nommée Central City. Elle avait dès le mois de septembre un bureau de poste et un bureau du télégraphe, et trois semaines plus tard une école avec 51 élèves. En 1880, Terraville, autre ville-champignon, un kilomètre plus loin, compte 775 habitants.
Capitale du très provisoire comté de Custer, la ville de Custer City compte 6 000 à 10 000 habitants au moment de la ruée vers l'or, un an après sa création, mais ce chiffre est divisé par dix en 1889. La ville fut fréquentée par Calamity Jane. Le Parc d'État Custer est à la porte est de Custer City. Ce parc d'État est connu pour ses troupeaux de bisons.

## Démographie
| 1880 | 1890 | 1900 | 1910 | 1920 | 1930  |
| ---- | ---- | ---- | ---- | ---- | ----- |
| 271  | 790  | 599  | 602  | 595  | 1 203 |

| 1940  | 1950  | 1960  | 1970  | 1980  | 1990  |
| ----- | ----- | ----- | ----- | ----- | ----- |
| 1 845 | 2 017 | 2 105 | 1 597 | 1 830 | 1 741 |

| 2000  | 2010  | - | - | - | - |
| ----- | ----- | - | - | - | - |
| 1 860 | 2 067 | - | - | - | - |